# 飛魚數位
飛魚數位遊戲股份有限公司，是台灣一家台港澳發行的本土手遊公司，位於新北市中和區。

## idPlay 愛帶玩
飛魚數位遊戲手遊團隊成立於2013年，核心事業則為手機遊戲代理。

## 研發的遊戲產品
- 劍雨（Online Game）－2010年-2011年
- 仙魔道（Online Game）－2007年-2009年

目前皆已停止營運。

## 代理的遊戲產品
2013年
- 9月代理發行SLG《風雲天下》：google play 營收排行榜最高前30名
- 10月代理發行三消《魔石英雄》

2014年
- 1月代理發行SLG《夜王》
- 4月代理發行卡牌《進擊吧!勇者》：google play 營收排行榜最高前20名
- 8月代理發行塔防《塔塔英雄》：：google play 營收排行榜最高前50名
- 8月代理發行SLG《蒼天戰姬》：：google play 營收排行榜最高前35名
- 12月代理發行卡牌《接招吧!呂布》：：google play 營收排行榜最高前30名

2015年
- 2月代理發行卡牌《疾風大亂鬥》
- 3月代理發行卡牌《機戰未來》
- 3月代理發行卡牌《超時空戰國》
- 4月代理發行SLG《勇者與女神》
- 6月代理發行卡牌《純情女僕壞少爺》google play 營收排行榜最高前35名
- 6月代理發行掛機《勇者快快點》
- 8月代理發行格鬥《武力全開》
- 10月代理發行三消《菌菌消消樂》
- 10月代理發行ARPG《炫風快打》
- 12月代理發行卡牌泰國版《純情女僕壞少爺》google play 營收排行榜最高前20名

2016年
- 1月代理發行SLG《嫵魅娘》
- 2月代理發行卡牌《去吧!北鼻》
- 2月代理發行SLG《部落大進擊》
- 3月代理發行棋盤《三國SSS》
- 3月新平台IdPlay上線 [1]
- 4月代理發行塔防《洪荒之戰》
- 6月代理發行ARPG《魔王與公主》google play 營收排行榜最高前20名
- 12月代理發行ARPG《五千年以前》

2017年
- 1月代理發行ARPG《畫妖》
- 1月代理發行卡牌《接我昇龍拳》

## 股東
- 遊戲橘子
- 隆中網絡

## 外部連結
- IdPlay 遊戲平台